# La Turbie
La Turbie é uma comuna francesa na região administrativa da Provença-Alpes-Costa Azul, no departamento Alpes Marítimos. Estende-se por uma área de 7,42 km², com 3 156 habitantes, segundo os censos de 2004, com uma densidade de 407 hab/km².